# بروکس تون (جورجیا)
بروکس تون، جورجیا (به انگلیسی: Broxton, Georgia) یک شهر در ایالات متحده آمریکا با جمعیت ۱٬۴۲۸ نفر است که در جورجیا واقع شده‌است.

## موقعیت جغرافیایی
موقعیت جغرافیایی شهرها و مناطق اطراف به شرح زیر است: